# Iessik
Pour les articles homonymes, voir Iessik.
Iessik (en kazakh : Есік, en russe : Есик) est une localité de l’oblys d'Almaty au Kazakhstan. C’est le chef-lieu du district d'Enbekchikazakh.

## Géographie
La localité est située sur la rivière éponyme, aux pieds des monts Tian, à 53 kilomètres à l'est d'Almaty et à 112 kilomètres, à travers la montagne, du lac Yssyk Koul.

## Histoire

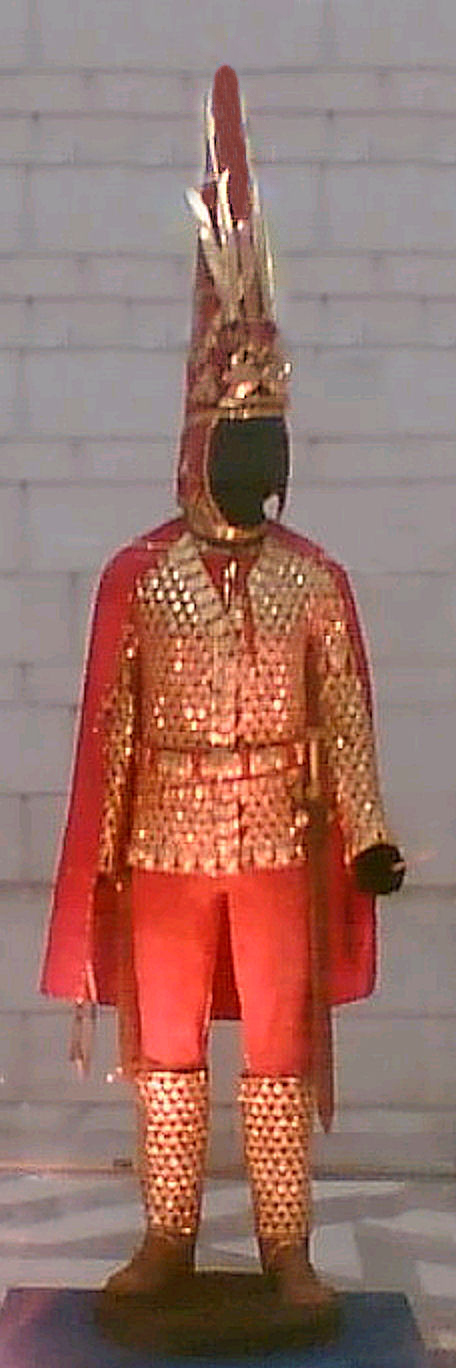
Une armure de parade, de style cataphractaire en plaques d’or d’un roi sakas, découvert à Iessik en 1970

Iessik fut fondée par les Cosaques en 1858 sous le nom de stanitsa Nadejdinskaya.
Le kourgane de Iessik (tumulus) du fameux « homme doré » est située à proximité.

## Démographie
La population a plus que triplé depuis 1959.
| Année | Population |
| ----- | ---------- |
| 1959  | 11 147     |
| 1970  | 21 200     |
| 1979  | 25 209     |
| 1989  | 26 955     |
| 1999  | 31 254     |
| 2009  | 34 355     |
| 2012  | 36 715     |

## Corps de la Paix
Iessik a accueilli les volontaires du 20e Corps de la Paix américain OCAP durant son entraînement initial. Vingt familles hébergèrent les volontaires dès leur arrivée au Kazakhstan en août 2008.

## Culte
- Orthodoxe : église et monastère du Sauveur (masculin). La paroisse d'Essik dépend de l'éparchie d'Astana.
- Catholique : paroisse du Sacré-Cœur qui dépend du diocèse d'Almaty. Messe à 10 heures en russe[4].